# Galeria de Artă „Rudolf Schweitzer-Cumpăna”
Galeria de Artă din Pitești este un muzeu județean din Pitești, amplasat în B-dul Republicii nr. 13. 

## Arhitectură
Clădirea a fost construită în 1886, în stil eclectic de factură clasicizantă, pe baza proiectului arhitectului Ion Socolescu, cu destinația inițială de sediu al Primăriei comunei urbane Pitești.
Clădirea este construită pe două niveluri: parter și etaj, accesul la parter fiind asigurat pe o scară realizată din piatră de Albești, surmontată de o terasă deschisă, cu acces din interior, susținută pe coloane de calcar cu capiteluri corintice. La parterul supraînălțat, se află un hol mare, din care se accede în camerele laterale concepute simetric și la etaj, pe o scară monumentală de marmură. Sala de consiliu de la etaj prezintă un plafon amplu decorat de pictorul Iosif Materna.

## Istoric
Ministrul Mihail Kogălniceanu a fost cel care a sugerat și a contribuit la construcția muzeului, în urma vizitei sale efectuate la Pitești, și „în conformitate cu prevederile Legii administrative promulgate, în anul 1864, de domnitorul Alexandru Ioan Cuza”. 
La 5 iulie 1885, Prefectura Argeș solicită, printr-un memoriu, Ministerului de Interne, „acordarea împrumutului necesar pentru ridicarea localului propriu și deplin cuprinzător al primăriei. Lucrările au demarat imediat ce banii au fost primiți, antreprenorul s-a dovedit activ și serios, astfel încât, în ziua de 30 octombrie 1886, la ora 12, are loc inaugurarea noului Palat Comunal”. „Primarii și consilierii comunali și-au putut desfășura, din 1886 până în 1968, activitatea în condiții optime, spațiul acesteia concentrând toate instituțiile de stat aflate în subordinea Primăriei”. 
Din anul 1968, clădirea devine sediul Galeriei de artă din Pitești, numită, ulterior, „Rudolf Schweitzer-Cumpăna”, ca recunoștință pentru cel care a donat urbei sale natale, Pitești, 147 lucrări de pictură și grafică - semn de aleasă cinstire a meleagurilor natale, copilăriei și adolescenței. Galeria „Rudolf Schweitzer-Cumpăna” tezaurizează și valorifică expozițional opere reprezentative ale picturii românești clasice și contemporane semnate de mari artiști ai peneluluiː Nicolae Grigorescu,Theodor Pallady, Rudolf Schweitzer-Cumpăna, Nicolae Tonitza, Camil Ressu, Ștefan Luchian, Ion Țuculescu, Nicolae Dărăscu, dar și sculpturi ale lui Gheorghe Iliescu-Călinești, Radu Aftenie, Ion Iancuț, Grigore Patrichi, Adrian Popovici, Ovidiu Maitec. 
Galeria de Artă „Rudolf Schweitzer-Cumpăna” are un patrimoniu de peste 1.000 lucrări de pictură și sculptură clasică și contemporană. 

## Monument istoric
Clădirea muzeului este declarată monument istoric, având codul AG-II-m-A-13424.01. 

## Pictorul Rudolf Schweitzer-Cumpăna
În anul 1886, în Pitești s-a născut pictorul Rudolf Schweitzer-Cumpăna, care după terminarea studiilor în țară, va studia pictura la Berlin și Paris. Reîntors în anul 1909, a expus câteva dintre tablourilor sale în Librăria Mihail Lazăr-Fiu. În primele decenii ale secolului XX, pictorul, care se stabilise la București, a venit de nenumărate ori în Pitești unde se aflau părinții, prin satele județului Argeș, făcând schițe de case, costume și animale de muncă, sau la Cumpăna, unde tatăl său conducea o exploatare forestieră și de unde a împrumutat numele pe care și l-a adăugat.